# Melbourne Summer Set 2 2022
Melbourne Summer Set 2022 là một giải quần vợt, một giải ATP Tour 250 và hai giải WTA 250, thi đấu trên mặt sân cứng ở Melbourne, Úc. Giải đấu diễn ra do giải Hobart International bị hủy, vì đại dịch COVID-19.

## Điểm và tiền thưởng

### Phân phối điểm
| Sự kiện | VĐ  | CK  | BK  | TK | Vòng 1/16 | Vòng 1/32 | Q  | Q2 | Q1 |
| Đơn     | 280 | 180 | 110 | 60 | 30        | 1         | 18 | 12 | 1  |
| Đôi     | 280 | 180 | 110 | 60 | 1         | —         | —  | —  | —  |

### Tiền thưởng
| Sự kiện | VĐ      | CK      | BK      | TK     | Vòng 1/16 | Vòng 1/32 | Q2     | Q1     |
| Đơn     | $31,000 | $18,037 | $10,100 | $5,800 | $3,675    | $2,675    | $1,950 | $1,270 |
| Đôi*    | $10,800 | $6,300  | $3,800  | $2,300 | $1,750    | —         | —      | —      |

*mỗi đội

## Nội dung đơn WTA

### Hạt giống
| Quốc gia | Tay vợt             | Xếp hạng1 | Hạt giống |
| -------- | ------------------- | --------- | --------- |
| USA      | Jessica Pegula      | 18        | 1         |
| BEL      | Elise Mertens       | 21        | 2         |
| RUS      | Daria Kasatkina     | 26        | 3         |
| ESP      | Sara Sorribes Tormo | 36        | 4         |
| ROU      | Sorana Cîrstea      | 39        | 5         |
| DEN      | Clara Tauson        | 44        | 6         |
| USA      | Ann Li              | 47        | 7         |
| UKR      | Marta Kostyuk       | 50        | 8         |

- 1 Bảng xếp hạng vào ngày 27 tháng 12 năm 2021

### Vận động viên khác
Đặc cách:
- Ellen Perez
- Astra Sharma
- Samantha Stosur

Vượt qua vòng loại:
- Harriet Dart
- Anna Kalinskaya
- Claire Liu
- Kamilla Rakhimova
- Aliaksandra Sasnovich
- Zhu Lin

Thua cuộc may mắn:
- Wang Xinyu

### Rút lui
Trước giải đấu
- Magda Linette → thay thế bởi  Beatriz Haddad Maia
- Elise Mertens → thay thế bởi  Wang Xinyu
- Anastasia Pavlyuchenkova → thay thế bởi  Anna Karolína Schmiedlová
- Yulia Putintseva → thay thế bởi  Varvara Gracheva
- Donna Vekić → thay thế bởi  Amanda Anisimova

### Bỏ cuộc
- Anna Kalinskaya
- Clara Tauson

## Nội dung đôi WTA

### Hạt giống
| Quốc gia | Tay vợt            | Quốc gia | Tay vợt            | Xếp hạng1 | Hạt giống |
| -------- | ------------------ | -------- | ------------------ | --------- | --------- |
| AUS      | Samantha Stosur    | CHN      | Zhang Shuai        | 24        | 1         |
| USA      | Bernarda Pera      | CZE      | Kateřina Siniaková | 53        | 2         |
| ROU      | Irina-Camelia Begu | SRB      | Nina Stojanović    | 104       | 3         |
| JPN      | Eri Hozumi         | JPN      | Makoto Ninomiya    | 114       | 4         |

- 1 Bảng xếp hạng vào ngày 27 tháng 12 năm 2021

### Vận động viên khác
Đặc cách: 
- Alexandra Osborne /  Taylah Preston

Bảo toàn thứ hạng: 
- Monique Adamczak /  Han Xinyun

Thay thế:
- Beatriz Haddad Maia /  Nuria Párrizas Díaz

### Rút lui
Trước giải đấu
- Aliona Bolsova /  Ankita Raina → thay thế bởi  Aliona Bolsova /  Katarzyna Kawa
- Chan Hao-ching /  Monica Niculescu → thay thế bởi  Nao Hibino /  Alicja Rosolska
- Anna Kalinskaya /  Marta Kostyuk → thay thế bởi  Beatriz Haddad Maia /  Nuria Párrizas Díaz
- Anastasia Pavlyuchenkova /  Kateřina Siniaková → thay thế bởi  Bernarda Pera /  Kateřina Siniaková
- Bernarda Pera /  Magda Linette → thay thế bởi  Viktorija Golubic /  Astra Sharma

## Nhà vô địch

### Đơn
- Amanda Anisimova đánh bại  Aliaksandra Sasnovich 7–5, 1–6, 6–4

### Đôi
- Bernarda Pera /  Kateřina Siniaková đánh bại  Tereza Martincová /  Mayar Sherif 6–2, 6–7(7–9), [10–5]